# 愛德華茲維爾鎮區 (伊利諾伊州麥迪遜縣)
愛德華茲維爾鎮區（英語：Edwardsville Township）是位於美國伊利諾伊州麥迪遜縣的一個行政鎮區。

## 地方資料
根據2010年美國人口普查的數據，愛德華茲維爾鎮區的面積為93.20平方千米，當中陸地面積為91.30平方千米，而水域面積為1.90平方千米。當地共有人口38325人，而人口密度為每平方千米411.21人。